# Stéphane Bohli
Stéphane Bohli (* 25. července 1983 v Ženevě, Švýcarsko) je současný švýcarský profesionální tenista. Na okruhu ATP zatím nevyhrál žádný turnaj. Nejvýše na žebříčku ATP byl umístěn na 126. místě ve dvouhře (8. září 2008) a na 255. místě ve čtyřhře (6. srpen 2007).

## Finálové účasti na turnajích ATP (1)

### Čtyřhra - prohry (1)
| Legenda                                                       |
| ATP International Series Gold / ATP World Tour 500 Series (0) |
| ATP International Series / ATP World Tour 250 Series (1)      |

| Č. | Datum             | Turnaj            | Povrch | Partner            | Vítězové                        | Výsledek       |
| 1. | 13. červenec 2008 | Gstaad, Švýcarsko | antuka | Stanislas Wawrinka | Jaroslav Levinský Filip Polášek | 3-6, 6-2, 11-9 |

## Vítězství na Challengerech (2)

### Dvouhra (2)
| Č. | Datum              | Turnaj    | Povrch | Soupeř ve finále | Výsledek    |
| 1. | 3. květen, 2008    | Lanzarote | tvrdý  | Lu Jan-sun       | 6-3, 6-4    |
| 2. | 26. červenec, 2009 | Recanati  | tvrdý  | Andrej Golubev   | 6-4, 7-6(4) |

## Davisův pohár
Stéphane Bohli se zúčastnil 4 zápasů v Davisově poháru  za tým Švýcarska s bilancí 4-2 ve dvouhře.

## Postavení na žebříčku ATP na konci sezóny

### Dvouhra
| Rok    | 1999  | 2000   | 2001   | 2002   | 2003   | 2004   | 2005   | 2006   | 2007   | 2008   |
| Pořadí | 1003. | ▲ 812. | ▲ 625. | ▼ 743. | ▲ 236. | ▼ 510. | ▲ 475. | ▲ 239. | ▲ 217. | ▲ 127. |

### Čtyřhra
| Rok    | 1999  | 2000   | 2001    | 2002   | 2003   | 2004   | 2005   | 2006   | 2007   | 2008   |
| Pořadí | 1039. | ▲ 792. | ▼ 1052. | ▲ 397. | ▲ 378. | ▼ 501. | ▼ 533. | ▲ 413. | ▲ 373. | ▲ 348. |